# Acsala anomala
Acsala anomala là một loài bướm đêm thuộc họ Erebidae. Chúng thường được tìm thấy ở Alaska.